# Squire Jeremiah
Squire Jeremiah – nauruański polityk. 
W 2012 był przewodniczącym organizacji pozarządowej Emendena Eimwi, która ma na celu podniesienie świadomości społeczeństwa na temat korupcji i lobbowanie rządu do skuteczniejszych działań przeciwko tym problemom. 8 czerwca 2013 został wybrany do parlamentu z okręgu wyborczego Meneng.